# Jannes Wieckhoff
Jannes Luca Wieckhoff (Schenefeld, 2 augustus 2000) is een Duits voetballer die doorgaans speelt als rechtsback. In juli 2023 verruilde hij FC St. Pauli voor Heracles Almelo.

## Clubcarrière
Wieckhoff begon met voetballen in de jeugd van Hamburger SV. In 2012 stapte hij over naar stadsgenoot FC St. Pauli. Hier mocht hij zich in de zomer van 2020 aansluiten bij het eerste elftal en hij tekende zijn eerste professionele contract. Zijn debuut maakte de verdediger in de DFB-Pokal op 13 september van dat jaar, op bezoek bij SV Elversberg, dat met 4–2 te sterk was. Coach Timo Schultz liet hem op de reservebank beginnen en bracht hem negen minuten voor rust binnen de lijnen voor Marvin Senger. Dat seizoen speelde hij ook nog zeven wedstrijden mee in de 2. Bundesliga. Wieckhoff mocht in de jaargang 2021/22 twee wedstrijden spelen, waarna zijn contract verlengd werd tot medio 2023. Na opnieuw twee officiële optredens het seizoen erop vertrok de Duitser. Hij tekende transfervrij voor drie seizoenen met een optie op een jaar extra bij het naar de Eredivisie gepromoveerde Heracles Almelo.

## Clubstatistieken
| Seizoen | Club            | Competitie    | Competitie | Competitie | Beker | Beker | Internationaal | Internationaal | Totaal | Totaal |
| Seizoen | Club            | Competitie    | Wed.       | Dlp.       | Wed.  | Dlp.  | Wed.           | Dlp.           | Wed.   | Dlp.   |
| ------- | --------------- | ------------- | ---------- | ---------- | ----- | ----- | -------------- | -------------- | ------ | ------ |
| 2020/21 | FC St. Pauli    | 2. Bundesliga | 7          | 1          | 1     | 0     | —              | —              | 8      | 1      |
| 2021/22 | FC St. Pauli    | 2. Bundesliga | 2          | 0          | 0     | 0     | —              | —              | 2      | 0      |
| 2022/23 | FC St. Pauli    | 2. Bundesliga | 1          | 0          | 1     | 0     | —              | —              | 2      | 0      |
| 2023/24 | Heracles Almelo | Eredivisie    | 18         | 0          | 1     | 0     | —              | —              | 19     | 0      |
| 2024/25 | Heracles Almelo | Eredivisie    | 4          | 0          | 1     | 0     | —              | —              | 5      | 0      |
| Totaal  | Totaal          | Totaal        | 32         | 1          | 4     | 0     | 0              | 0              | 36     | 1      |

Bijgewerkt op 13 november 2024.